# Nauru en los Juegos Olímpicos de Sídney 2000
Nauru estuvo representado en los Juegos Olímpicos de Sídney 2000 por dos deportistas, un hombre y una mujer, que compitieron en halterofilia.
El portador de la bandera en la ceremonia de apertura fue el halterófilo Marcus Stephen. El equipo olímpico nauruano no obtuvo ninguna medalla en estos Juegos.